# 赤松政之
赤松 政之（あかまつ まさゆき）は、安土桃山時代の武将。赤松政元の五男という。

## 略歴
天正5年（1577年）、羽柴秀吉が播磨国上月城に攻め寄せた時、兄・政範に味方した。落城寸前の時、密かに兄達の遺児を引き連れて落ち延び隠棲、山下影五郎と変名し、織田家を討とうとしたという。その後、宇喜多直家に仕えるも、死後は浪人となる。
再び織田家打倒を目論み、播磨で挙兵を図ろうとするも本能寺の変が起こり状況は一変。仇敵・羽柴秀吉につき、山崎の戦いに出陣する。しかし、その直後重病で死去したという。またはそのまま生きながらえたともいわれる。なお、実在の人物かは不明である。